# Arsamuch (postać)
Arsamuch – postać z powieści Teodora Parnickiego Twarz księżyca, żyjący na przełomie II i III wieku król chorezmijski, z dynastii Swijaszydów, dla którego wzorem był rzeczywisty władca Chorezmu.

## Związki rodzinne Arsamucha
|  |                             |                                |                                |                                   |                                   |                                 |                                 |                                    |                                    |  |  |
|  |                             |                                |                                |                                   |                                   | Dziadek Arsamucha               |                                 |                                    |                                    |  |  |
|  |                             |                                |                                |                                   |                                   |                                 |                                 |                                    |                                    |  |  |
|  |                             |                                |                                |                                   |                                   |                                 |                                 |                                    |                                    |  |  |
|  | Żona (później w konflikcie) | Żona (później w konflikcie)    | ∞                              | ∞                                 | Ojciec Arsamucha (starszy brat)   | Ojciec Arsamucha (starszy brat) |                                 | Stryj Arsamucha (gr. Samasaryston) | Stryj Arsamucha (gr. Samasaryston) |  |  |
|  |                             |                                |                                |                                   |                                   |                                 |                                 |                                    |                                    |  |  |
|  |                             |                                |                                |                                   |                                   |                                 |                                 |                                    |                                    |  |  |
|  | Arsamuch                    | Arsamuch                       |                                | Siostra Arsamucha (gr.: Deipilia) | Siostra Arsamucha (gr.: Deipilia) |                                 |                                 | Ardaszyr (niewolnik Chozroesa)     | Ardaszyr (niewolnik Chozroesa)     |  |  |
|  |                             |                                |                                |                                   |                                   |                                 |                                 |                                    |                                    |  |  |
|  |                             | Kapłanka buddyjska (Greczynka) | Kapłanka buddyjska (Greczynka) | ∞                                 | ∞                                 | Wazamar (prawnie syn Chozroesa) | Wazamar (prawnie syn Chozroesa) |                                    |                                    |  |  |
|  |                             |                                |                                |                                   | ?                                 |                                 |                                 |                                    |                                    |  |  |
|  |                             |                                |                                | Mitroania                         |                                   |                                 |                                 |                                    |                                    |  |  |

## Wojna domowa w Chorezmii

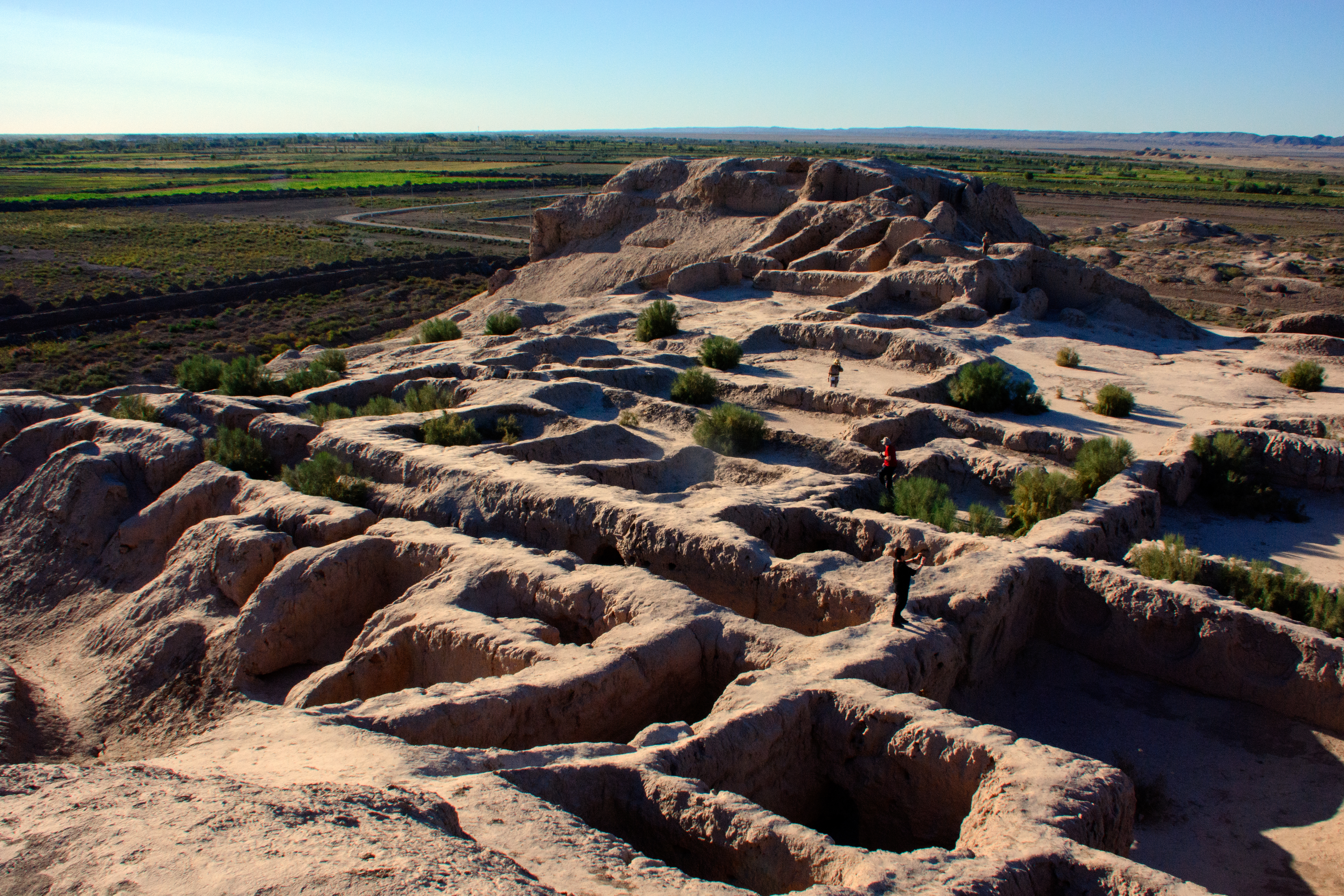
Ruiny ówczesnej stolicy Chorezmu.

Opowieść o losach Arsamucha rozpoczyna się podziałem kraju przez dziadka pomiędzy ojca i stryja Arsamucha. Ponieważ ojciec skłaniał się ku sojuszowi z Kuszanami, stryj udał się na wschód, by wymusić pomoc militarną od Chińczyków. Ci postanowili jednak poprzeć malutkiego Arsamucha i jego matkę, skonfliktowaną z mężem. Jednocześnie rozpuścili plotkę, że Arsamuch jest synem młodszego brata, a jego samego wykastrowali. Stryj zniknął jakiś czas później, w czasie misji do Babilonii..
Ojciec Arsamucha, zagrożony w swym panowaniu, ogłosił dziedziczką tronu swą córkę. Matka Arsamucha schroniła się wraz z chłopcem pod opiekę Kuszanów, oskarżając męża o konszachty z Partami. Kuszanie oblegli ojca w stolicy, ale musieli się wycofać po długim oblężeniu. Król wziął odwet na wrogach: zastąpił emblemat białej lilii – czerwoną, wygnał mnichów buddyjskich, a wsparł magów i kapłanów Anaity. Córkę obiecał jednocześnie synowi króla Alanów i władcy Kofenu. W następnym roku Kuszanie wprowadzili na tron Arsamucha.

## Po objęciu rządów
Po objęciu rządów Arsamuch przyjął jako swój znak białą lilię dawnego stronnictwa chińskiego i zaczął prześladować zwolenników czerwonej. Przywołał z wygnania mnichów buddyjskich. Nie targnął się jedynie na Anaitę partyjską, powstrzymany przez naczelnego kapłana rzezańca, otoczonego przez lwy, który potem okazał się jego stryjem. Przeciw dwóm zalotnikom siostry wyruszyły dwie wyprawy zbrojne kuszańsko-chorezmijskie. Kofen przyjął kuszańskiego namiestnika krwi królewskiej. Wyprawa na Alanów zakończyła się klęską. Ojciec Arsamucha zbiegł do Parykeny, gdzie zginął po latach w czasie rzezi urzędników chińskich. Jego brat, rzezaniec, niespokojny o życie siostry Arsamucha, porwał ją i w kapłańskim stroju zbiegł z kraju.

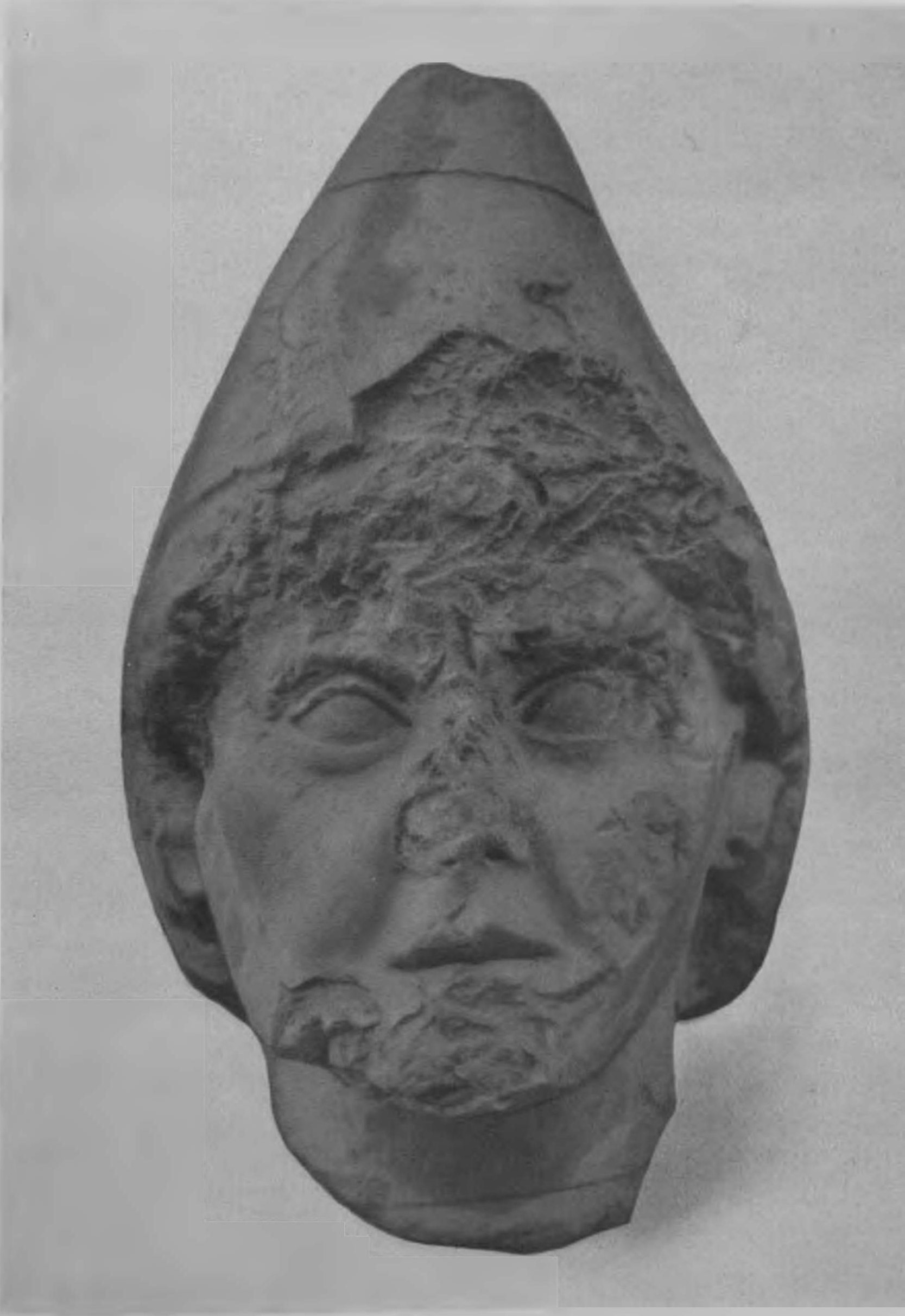
Głowa wojownika z Giaur-Kala

Jakiś czas potem kuszański namiestnik Kofenu zaatakował Kuszany i rozpętała się tam wojna domowa. Wojna domowa i najazd Hunów zza Wielkiego Muru pogrążyły również w stan chaosu Chiny. Chorezmia zaznała niezależności. Arsamuch ograniczył wpływy mnichów buddyjskich, a przywrócił znaczenie kapłanom Anaity. Poślubił córkę namiestnika Kofenu, który został władcą Kuszanów. Nie miał spokoju jedynie ze strony matki, która buntowała przeciw niemu kolejne żony i synów. Żony wyganiał, a zbuntowanych synów oddawał teściowi na służbę wojskową, podczas której ginęli. 

## Kryzys wewnętrzny
Czara się przelała, gdy jego umiłowana żona, Kuszanka, zaszedłszy w ciążę, zbiegła z pałacu i z barki na Oksosie ogłosiła się, w imieniu nienarodzonego dziecka, wraz ze świekrą, jedyną strażniczką praw lennych kuszańskiego króla królów. Arsamuch był zmuszony wypuścić matkę z wieży. Ta zburzyła jego pałac i zbiegła za Oksos do Baktrii, gdzie przejęła od synowej wnuka i z ręki króla królów królestwo syna w lenno. Arsamuch wszczął poszukiwania siostry i znalazł ją synową Brata Słońca i Księżyca Arsacydy, żoną Chozroesa. Cofnął więc przysięgę na wierność złożoną teściowi i ogłosił się lennikiem króla Babilonii i Iranu, Arsacydy. Doprowadzony do ostateczności chwycił się desperackich środków. Wtargnął do Baktrii i ogarnął wojsko jej kuszańskiego namiestnika. Na czele tak powiększonej armii, zaatakował Kuszany i zawładnął siedzibą i osobą małego następcy tronu króla królów. Władca kuszański wymienił go na syna Arsamucha i jego matkę. Arsamuch wysłał swego syna i dziedzica wraz z żoną pod silną strażą na dwór babiloński.

## Testament
Przed śmiercią Arsamuch ogłosił swym następcą siostrzeńca Wazamara. Gdyby król umarł w czasie małoletniości chłopca, władzę w jego imieniu mieli sprawować siostra Arsamucha, z grecka zwana Deipilią i jej mąż Diomedes Chozroes. Do rady miał też wejść, gdyby żył stryj Arsamucha, zwany z grecka Samasarystonem. Wprowadzając greckie akcenty do swego testamentu Arsamuch zgłaszał pretensje do greckiego tytułu kaizara, co pozwalało mu się uniezależnić od roszczeń zarówno perskich jak i kuszańskich. Pewne prawo do greckiego tytułu dawało mu dawne małżeństwo władcy chorezmijskiego z córką Platona Helioklidy. Arsamuch zmarł w 234 roku, krótko po jego śmierci Chorezm najechał perski Sasanida. Przeciwdziałając próbie unieważnienia swego testamentu Arsamuch wysłał siostrzeńca z misją dyplomatyczną daleko na zachód.

## Opowieść Mitroanii
Skomplikowane koleje walk dynastycznych w Chorezmii i postać jej władcy czytelnik poznaje z opowieści Mitroanii. Uprowadzona przez Rzymian do Ilirii, do górskiej osady, dziewczyna zaczyna snuć historię o swoim pochodzeniu ze strony babki od króla Chorezmii Arsamucha. Opowieść ma jej pomóc określić własną tożsamość, ale też zachęcić górali ze zbójeckiej osady do sięgnięcia po najwyższe dostojeństwa w państwie rzymskim. Historia Chorezmii w ujęciu Mitroanii jest miejscem, gdzie wszystko może się zdarzyć, miejscem, które sprzyja śmiałym.
Mitroania stara się historię swego rodu ułożyć w jedną spójną opowieść. Nie dysponuje jednak gotowym modelem narracji, a jedynie zbiorem luźnych opowiadań. Niektóre z nich są ze sobą sprzeczne. Inne są niespójne lub niekompletne. Dziewczyna stara się zapanować nad posiadanym materiałem. Szybko jednak jej młodociani słuchacze orientują się w opuszczeniach i niekonsekwencjach przekazu. Bohaterowie opowieści, często bezimienni, mieszają się ze sobą, zawodzi chronologia wydarzeń, nawet pochodzenie Mitroanii od siostry króla Chorezmii nie jest ostatecznie pewne. 